# Beachvolleybal op de Olympische Zomerspelen 2020 (mannen)
Het beachvolleybaltoernooi voor mannen tijdens de Olympische Zomerspelen 2020 in Tokio vond plaats van 24 juli tot en met 7 augustus 2021. De wedstrijden werden gespeeld in het Shiokazepark waar een tijdelijk stadion stond. De 24 deelnemende teams waren verdeeld over zes groepen van vier, waarin een halve competitie werd gespeeld. De nummers één en twee van elke groep evenals de twee beste nummers drie gingen door naar de achtste finales. De vier overige nummers drie speelden twee play-offs voor een plaats in de achtste finale. Vanaf de achtste finales werd er gespeeld via het knockoutsysteem.
De Noren Anders Mol en Christian Sørum wonnen de olympische titel door in de finale de regerend wereldkampioenen Vjatsjeslav Krasilnikov en Oleg Stojanovski te verslaan. Het brons ging naar Cherif Younousse en Ahmed Tijan uit Qatar die in de troostfinale te sterk waren voor het Letse duo Mārtiņš Pļaviņš en Edgars Točs.

## Groepsfase
|  | Direct naar de laatste zestien |
|  | Naar de play-offs              |

### Groep A
| # | NOC | Ploeg                | Punten | Wedstrijden | Wedstrijden | Spelpunten | Spelpunten | Spelpunten | Sets | Sets | Sets  |
| # | NOC | Ploeg                | Punten | W           | V           | W          | V          | Ratio      | W    | V    | Ratio |
| - | --- | -------------------- | ------ | ----------- | ----------- | ---------- | ---------- | ---------- | ---- | ---- | ----- |
| 1 | ROC | Lesjoekov / Semjonov | 6      | 3           | 0           | 127        | 107        | 1,187      | 6    | 0    | MAX   |
| 2 | NOR | Mol / Sørum          | 5      | 2           | 1           | 137        | 133        | 1,030      | 4    | 3    | 1,333 |
| 3 | ESP | Herrera / Gavira     | 4      | 1           | 2           | 120        | 120        | 1,000      | 2    | 4    | 0,500 |
| 4 | AUS | McHugh / Schumann    | 3      | 0           | 3           | 114        | 138        | 0,826      | 1    | 6    | 0,167 |

| Datum   |                      | Score |                      | Set 1   | Set 2   | Set 3   |
| ------- | -------------------- | ----- | -------------------- | ------- | ------- | ------- |
| 24 juli | Lesjoekov / Semjonov | 2 – 0 | Herrera / Gavira     | 21 – 19 | 22 – 20 |         |
| 24 juli | Mol / Sørum          | 2 – 1 | McHugh / Schumann    | 21 – 18 | 18 – 21 | 15 – 13 |
| 26 juli | Lesjoekov / Semjonov | 2 – 0 | McHugh / Schumann    | 21 – 14 | 21 – 16 |         |
| 26 juli | Mol / Sørum          | 2 – 0 | Herrera / Gavira     | 21 – 17 | 24 – 22 |         |
| 28 juli | Herrera / Gavira     | 2 – 0 | McHugh / Schumann    | 21 – 16 | 21 – 16 |         |
| 28 juli | Mol / Sørum          | 0 – 2 | Lesjoekov / Semjonov | 19 – 21 | 19 – 21 |         |

### Groep B
| # | NOC | Ploeg                     | Punten | Wedstrijden | Wedstrijden | Spelpunten | Spelpunten | Spelpunten | Sets | Sets | Sets  |
| # | NOC | Ploeg                     | Punten | W           | V           | W          | V          | Ratio      | W    | V    | Ratio |
| - | --- | ------------------------- | ------ | ----------- | ----------- | ---------- | ---------- | ---------- | ---- | ---- | ----- |
| 1 | ROC | Krasilnikov / Stojanovski | 5      | 2           | 1           | 169        | 148        | 1,142      | 5    | 4    | 1,250 |
| 2 | LAT | Pļaviņš / Točs            | 5      | 2           | 1           | 83         | 93         | 0,893      | 4    | 3    | 1,333 |
| 3 | MEX | Gaxiola / Rubio           | 4      | 1           | 2           | 150        | 151        | 0,993      | 4    | 4    | 1,000 |
| 4 | CZE | Perušič / Schweiner       | 4      | 1           | 2           | 96         | 148        | 0,649      | 3    | 5    | 0,600 |

| Datum   |                           | Score |                     | Set 1   | Set 2   | Set 3   |
| ------- | ------------------------- | ----- | ------------------- | ------- | ------- | ------- |
| 26 juli | Krasilnikov / Stojanovski | 2 – 1 | Gaxiola / Rubio     | 24 – 26 | 21 – 15 | 18 – 16 |
| 26 juli | Perušič / Schweiner       | 0 – 2 | Pļaviņš / Točs      | –       | –       |         |
| 29 juli | Perušič / Schweiner       | 2 – 1 | Gaxiola / Rubio     | 17 – 21 | 21 – 16 | 16 – 14 |
| 29 juli | Krasilnikov / Stojanovski | 1 – 2 | Pļaviņš / Točs      | 21 – 13 | 19 – 21 | 11 – 15 |
| 31 juli | Pļaviņš / Točs            | 0 – 2 | Gaxiola / Rubio     | 18 – 21 | 16 – 21 |         |
| 31 juli | Krasilnikov / Stojanovski | 2 – 1 | Perušič / Schweiner | 19 – 21 | 21 – 13 | 15 – 8  |

### Groep C
| # | NOC | Ploeg             | Punten | Wedstrijden | Wedstrijden | Spelpunten | Spelpunten | Spelpunten | Sets | Sets | Sets  |
| # | NOC | Ploeg             | Punten | W           | V           | W          | V          | Ratio      | W    | V    | Ratio |
| - | --- | ----------------- | ------ | ----------- | ----------- | ---------- | ---------- | ---------- | ---- | ---- | ----- |
| 1 | QAT | Cherif / Ahmed    | 6      | 3           | 0           | 129        | 103        | 1,252      | 6    | 0    | MAX   |
| 2 | USA | Gibb / Bourne     | 5      | 2           | 1           | 121        | 119        | 1,017      | 4    | 2    | 2,000 |
| 3 | SUI | Heidrich / Gerson | 4      | 1           | 2           | 133        | 139        | 0,957      | 2    | 5    | 0,400 |
| 4 | ITA | Carambula / Rossi | 3      | 0           | 3           | 125        | 147        | 0,850      | 1    | 6    | 0,167 |

| Datum   |                   | Score |                   | Set 1   | Set 2   | Set 3   |
| ------- | ----------------- | ----- | ----------------- | ------- | ------- | ------- |
| 25 juli | Cherif / Ahmed    | 2 – 0 | Heidrich / Gerson | 21 – 17 | 21 – 16 |         |
| 25 juli | Gibb / Bourne     | 2 – 0 | Carambula / Rossi | 21 – 18 | 21 – 19 |         |
| 28 juli | Gibb / Bourne     | 2 – 0 | Heidrich / Gerson | 21 – 19 | 23 – 21 |         |
| 28 juli | Cherif / Ahmed    | 2 – 0 | Carambula / Rossi | 24 – 22 | 21 – 13 |         |
| 30 juli | Carambula / Rossi | 1 – 2 | Heidrich / Gerson | 14 – 21 | 26 – 24 | 13 – 15 |
| 30 juli | Cherif / Ahmed    | 2 – 0 | Gibb / Bourne     | 21 – 18 | 21 – 17 |         |

### Groep D
| # | NOC | Ploeg                 | Punten | Wedstrijden | Wedstrijden | Spelpunten | Spelpunten | Spelpunten | Sets | Sets | Sets  |
| # | NOC | Ploeg                 | Punten | W           | V           | W          | V          | Ratio      | W    | V    | Ratio |
| - | --- | --------------------- | ------ | ----------- | ----------- | ---------- | ---------- | ---------- | ---- | ---- | ----- |
| 1 | BRA | Alison / Álvaro Filho | 5      | 2           | 1           | 143        | 127        | 1,126      | 5    | 2    | 2,500 |
| 2 | NED | Brouwer / Meeuwsen    | 5      | 2           | 1           | 120        | 118        | 1,111      | 4    | 2    | 2,000 |
| 3 | USA | Lucena / Dalhausser   | 5      | 2           | 1           | 147        | 144        | 1,021      | 4    | 4    | 1,000 |
| 4 | ARG | Azaad / Capogrosso    | 3      | 0           | 3           | 107        | 138        | 0,775      | 0    | 6    | 0,000 |

| Datum   |                       | Score |                     | Set 1   | Set 2   | Set 3   |
| ------- | --------------------- | ----- | ------------------- | ------- | ------- | ------- |
| 24 juli | Alison / Álvaro Filho | 2 – 0 | Azaad / Capogrosso  | 21 – 16 | 21 – 17 |         |
| 24 juli | Brouwer / Meeuwsen    | 2 – 0 | Lucena / Dalhausser | 21 – 17 | 21 – 18 |         |
| 27 juli | Alison / Álvaro Filho | 1 – 2 | Lucena / Dalhausser | 22 – 24 | 21 – 19 | 13 – 15 |
| 27 juli | Brouwer / Meeuwsen    | 2 – 0 | Azaad / Capogrosso  | 21 – 14 | 21 – 14 |         |
| 29 juli | Lucena / Dalhausser   | 2 – 1 | Azaad / Capogrosso  | 21 – 19 | 18 – 21 | 15 – 6  |
| 29 juli | Alison / Álvaro Filho | 2 – 0 | Brouwer / Meeuwsen  | 21 – 14 | 24 – 22 |         |

### Groep E
| # | NOC | Ploeg                   | Punten | Wedstrijden | Wedstrijden | Spelpunten | Spelpunten | Spelpunten | Sets | Sets | Sets  |
| # | NOC | Ploeg                   | Punten | W           | V           | W          | V          | Ratio      | W    | V    | Ratio |
| - | --- | ----------------------- | ------ | ----------- | ----------- | ---------- | ---------- | ---------- | ---- | ---- | ----- |
| 1 | BRA | Evandro / Bruno Schmidt | 6      | 3           | 0           | 151        | 128        | 1,180      | 6    | 2    | 3,000 |
| 2 | POL | Bryl / Fijałek          | 5      | 2           | 1           | 134        | 120        | 1,117      | 5    | 2    | 2,500 |
| 3 | CHI | Grimalt / Grimalt       | 4      | 1           | 2           | 125        | 120        | 1,042      | 3    | 4    | 0,750 |
| 4 | MAR | Abicha / El Graoui      | 3      | 0           | 3           | 84         | 126        | 0,667      | 0    | 6    | 0,000 |

| Datum   |                         | Score |                         | Set 1   | Set 2   | Set 3   |
| ------- | ----------------------- | ----- | ----------------------- | ------- | ------- | ------- |
| 25 juli | Evandro / Bruno Schmidt | 2 – 1 | Grimalt / Grimalt       | 21 – 15 | 16 – 21 | 15 – 12 |
| 25 juli | Bryl / Fijałek          | 2 – 0 | Abicha / El Graoui      | 21 – 17 | 21 – 11 |         |
| 27 juli | Evandro / Bruno Schmidt | 2 – 0 | Abicha / El Graoui      | 21 – 14 | 21 – 16 |         |
| 27 juli | Bryl / Fijałek          | 2 – 0 | Grimalt / Grimalt       | 21 – 17 | 21 – 18 |         |
| 30 juli | Grimalt / Grimalt       | 2 – 0 | Abicha / El Graoui      | 21 – 14 | 21 – 12 |         |
| 30 juli | Bryl / Fijałek          | 1 – 2 | Evandro / Bruno Schmidt | 21 – 19 | 14 – 21 | 15 – 17 |

### Groep F
| # | NOC | Ploeg                | Punten | Wedstrijden | Wedstrijden | Spelpunten | Spelpunten | Spelpunten | Sets | Sets | Sets  |
| # | NOC | Ploeg                | Punten | W           | V           | W          | V          | Ratio      | W    | V    | Ratio |
| - | --- | -------------------- | ------ | ----------- | ----------- | ---------- | ---------- | ---------- | ---- | ---- | ----- |
| 1 | ITA | Nicolai / Lupo       | 6      | 3           | 0           | 150        | 138        | 1,087      | 6    | 2    | 3,000 |
| 2 | GER | Thole / Wickler      | 5      | 2           | 1           | 138        | 118        | 1,170      | 5    | 2    | 2,500 |
| 3 | POL | Kantor / Łosiak      | 4      | 1           | 2           | 128        | 125        | 1,024      | 3    | 4    | 0,750 |
| 4 | JPN | Ishijima / Shiratori | 3      | 0           | 3           | 91         | 126        | 0,722      | 0    | 6    | 0,000 |

| Datum   |                      | Score |                 | Set 1   | Set 2   | Set 3   |
| ------- | -------------------- | ----- | --------------- | ------- | ------- | ------- |
| 25 juli | Ishijima / Shiratori | 0 – 2 | Kantor / Łosiak | 15 – 21 | 14 – 21 |         |
| 25 juli | Thole / Wickler      | 1 – 2 | Nicolai / Lupo  | 21 – 19 | 19 – 21 | 13 – 15 |
| 27 juli | Ishijima / Shiratori | 0 – 2 | Nicolai / Lupo  | 19 – 21 | 16 – 21 |         |
| 27 juli | Thole / Wickler      | 2 – 0 | Kantor / Łosiak | 22 – 20 | 21 – 16 |         |
| 30 juli | Nicolai / Lupo       | 2 – 1 | Kantor / Łosiak | 21 – 19 | 17 – 21 | 15 – 10 |
| 31 juli | Ishijima / Shiratori | 0 – 2 | Thole / Wickler | 16 – 21 | 11 – 21 |         |

### Play-offs
| Datum   |                   | Score |                   | Set 1   | Set 2   | Set 3  |
| ------- | ----------------- | ----- | ----------------- | ------- | ------- | ------ |
| 31 juli | Kantor / Łosiak   | 1 – 2 | Herrera / Gavira  | 29 – 31 | 21 – 19 | 7 – 15 |
| 31 juli | Grimalt / Grimalt | 2 – 0 | Heidrich / Gerson | 21 – 17 | 21 – 18 |        |

## Knockoutfase
| Achtste finale | Achtste finale            | Achtste finale | Achtste finale | Achtste finale |  |  | Kwartfinale               | Kwartfinale          | Kwartfinale | Kwartfinale | Kwartfinale |  |  | Halve finale | Halve finale              | Halve finale | Halve finale | Halve finale |  |              | Finale         | Finale                    | Finale       | Finale       | Finale |
|                |                           |                |                |                |  |  |                           |                      |             |             |             |  |  |              |                           |              |              |              |  |              |                |                           |              |              |        |
|                | Lesjoekov / Semjonov      | 21             | 21             |                |  |  |                           |                      |             |             |             |  |  |              |                           |              |              |              |  |              |                |                           |              |              |        |
|                | Grimalt / Grimalt         | 16             | 16             |                |  |  |                           | Lesjoekov / Semjonov | 17          | 19          |             |  |  |              |                           |              |              |              |  |              |                |                           |              |              |        |
|                | Mol / Sørum               | 21             | 21             |                |  |  | Mol / Sørum               | 21                   | 21          |             |             |  |  |              |                           |              |              |              |  |              |                |                           |              |              |        |
|                | Brouwer / Meeuwsen        | 17             | 19             |                |  |  |                           |                      |             |             |             |  |  |              | Mol / Sørum               | 21           | 21           |              |  |              |                |                           |              |              |        |
|                | Evandro / Bruno Schmidt   | 19             | 18             |                |  |  |                           |                      |             |             |             |  |  |              | Pļaviņš / Točs            | 15           | 16           |              |  |              |                |                           |              |              |        |
|                | Pļaviņš / Točs            | 21             | 21             |                |  |  |                           | Pļaviņš / Točs       | 21          | 21          |             |  |  |              |                           |              |              |              |  |              |                |                           |              |              |        |
|                | Gaxiola / Rubio           | 14             | 13             |                |  |  | Alison / Álvaro Filho     | 16                   | 19          |             |             |  |  |              |                           |              |              |              |  |              |                |                           |              |              |        |
|                | Alison / Álvaro Filho     | 21             | 21             |                |  |  |                           |                      |             |             |             |  |  |              |                           |              |              |              |  |              |                | Mol / Sørum               | 21           | 21           |        |
|                | Cherif / Ahmed            | 14             | 21             | 15             |  |  |                           |                      |             |             |             |  |  |              |                           |              |              |              |  |              |                | Krasilnikov / Stojanovski | 17           | 18           |        |
|                | Lucena / Dalhausser       | 21             | 19             | 11             |  |  |                           | Cherif / Ahmed       | 21          | 23          |             |  |  |              |                           |              |              |              |  |              |                |                           |              |              |        |
|                | Bryl / Fijałek            | 20             | 18             |                |  |  | Nicolai / Lupo            | 17                   | 21          |             |             |  |  |              |                           |              |              |              |  |              |                |                           |              |              |        |
|                | Nicolai / Lupo            | 22             | 21             |                |  |  |                           |                      |             |             |             |  |  |              | Cherif / Ahmed            | 19           | 17           |              |  |              |                |                           |              |              |        |
|                | Gibb / Bourne             | 21             | 15             | 11             |  |  |                           |                      |             |             |             |  |  |              | Krasilnikov / Stojanovski | 21           | 21           |              |  |              |                |                           |              |              |        |
|                | Thole / Wickler           | 17             | 21             | 15             |  |  |                           | Thole / Wickler      | 16          | 19          |             |  |  |              |                           |              |              |              |  | Derde plaats | Derde plaats   | Derde plaats              | Derde plaats | Derde plaats |        |
|                | Herrera / Gavira          | 20             | 17             |                |  |  | Krasilnikov / Stojanovski | 21                   | 21          |             |             |  |  |              |                           |              |              |              |  |              | Pļaviņš / Točs | 12                        | 18           |              |        |
|                | Krasilnikov / Stojanovski | 22             | 21             |                |  |  |                           |                      |             |             |             |  |  |              |                           |              |              |              |  |              |                | Cherif / Ahmed            | 21           | 21           |        |